# Papyrus 36
Papyrus 36 (in de nummering volgens Gregory-Aland) of {\displaystyle {\mathfrak {P}}}36, is een oude kopie van het Griekse Nieuwe Testament. Het handschrift is geschreven op papyrus en bevat het Evangelie volgens Johannes 3:14-18; 31-32;.34-35. Het handschrift is onderzocht door Pistelli, Carlini, en Horsley. Het bevindt zich in Biblioteca Medicea Laurenziana; Florence.
Op grond van het schrifttype wordt het manuscript gedateerd in de zesde eeuw.
De Griekse tekst van deze codex is eclectisch. Aland plaatst het in Categorie III.